# Lega professionistica del Golfo persico 2021-2022
La Lega professionistica del Golfo persico 2021-2022 è la 51ª edizione del massimo livello del campionato iraniano di calcio, la 21ª edizione come Lega professionistica d'Iran. Il campionato è iniziato il 19 ottobre 2021 e si è concluso il 20 giugno 2022.
Il titolo fu vinto dall'Esteghlal, giunto al nono successo nella competizione.

## Stagione

### Formula
Le 16 squadre si affrontano due volte in un girone di andata e ritorno per un totale di 30 partite.

La prima classificata vince il campionato ed è ammessa alla fase a gironi della AFC Champions League 2023.

La seconda classificata accede alla fase a gironi della AFC Champions League 2023.

La terza classificata accede all'ultimo turno di qualificazione della AFC Champions League 2023.

La vincente della Coppa d'Iran 2021-2022 accede alla fase a gironi della AFC Champions League 2023. Se la vincente della Coppa d'Iran ha terminato il campionato nei primi tre posti, la quarta classificata accede all'ultimo turno di qualificazione della AFC Champions League 2023.

Le ultime tre classificate (14º, 15º e 16º posto) retrocedono in Lega Azadegan 2022-2023.

## Squadre partecipanti
| Squadra              | Città             | Stadio               | Capienza |
| -------------------- | ----------------- | -------------------- | -------- |
| Aluminium Arak       | Arak              | Imam Khomeini        | 15 000   |
| Esteghlal            | Teheran           | Azadi                | 78 116   |
| Fajr Sepasi          | Shiraz            | Pars                 | 50 000   |
| Foolad               | Ahvaz             | Foolad Arena         | 30 655   |
| Gol Gohar            | Sirjan            | Imam Ali             | 8 000    |
| Havadar              | Eslamshahr        | Shohadaye            | 7 000    |
| Mes Rafsanjan        | Rafsanjan         | Shohadaye Mes Kerman | 5 000    |
| Naft Masjed Soleyman | Masjed-e Soleyman | Behnam Mohammadi     | 8 000    |
| Nassaji Mazandaran   | Qaemshahr         | Vatani               | 15 000   |
| Paykan               | Teheran           | Shahr-e Qods         | 25 000   |
| Persepolis           | Teheran           | Azadi                | 78 116   |
| Sanat Naft           | Abadan            | Takhti               | 8 000    |
| Sepahan              | Isfahan           | Naghsh-e-Jahan       | 75 000   |
| Shahr Khodro         | Mashhad           | Imam Reza            | 27 700   |
| Tractor Sazi         | Tabriz            | Yadegar-e Emam       | 66 833   |
| Zob Ahan             | Esfahan           | Foolad Shahr         | 15 000   |

## Giocatori stranieri
Il numero di giocatori stranieri è stato ridotto a 4 per ogni club della Lega professionistica del Golfo persico, incluso un posto per un giocatore proveniente da nazioni della AFC. In grassetto i calciatori convocati dalla propria nazionale.
| Squadra              | Giocatore 1       | Giocatore 2       | Giocatore 3   | Giocatore AFC     | Ex giocatori      |
| -------------------- | ----------------- | ----------------- | ------------- | ----------------- | ----------------- |
| Aluminium Arak       |                   |                   |               |                   |                   |
| Esteghlal            | Rudy Gestede      | Arthur Yamga      |               |                   |                   |
| Fajr Sepasi          |                   |                   |               |                   |                   |
| Foolad               | Chimba            | Moussa Coulibaly  | Ayanda Patosi |                   |                   |
| Gol Gohar            | Kiros             | Eric Bocoum       |               |                   |                   |
| Havadar              |                   |                   |               |                   |                   |
| Mes Rafsanjan        | Godwin Mensha     | Faiz Al-Rushaidi  |               | Zahir Al-Aghbari  |                   |
| Naft Masjed Soleyman |                   |                   |               | Karrar Jassim     |                   |
| Nassaji              |                   |                   |               |                   |                   |
| Paykan               |                   |                   |               |                   |                   |
| Shahr Khodro         |                   |                   |               |                   |                   |
| Persepolis           | Vahdat Hanonov    |                   |               | Manuchehr Safarov | Božidar Radošević |
| Sanat Naft           |                   |                   |               |                   |                   |
| Sepahan              | Christopher Knett | Giorgi Gvelesiani |               |                   |                   |
| Tractor              |                   |                   |               |                   |                   |
| Zob Ahan             |                   |                   |               |                   |                   |

## Classifica finale
|                 | Pos. | Squadra              | Pt | G  | V  | N  | P  | GF | GS | DR  |
| --------------- | ---- | -------------------- | -- | -- | -- | -- | -- | -- | -- | --- |
| Iran (bandiera) | 1.   | Esteghlal            | 68 | 30 | 19 | 11 | 0  | 39 | 10 | +29 |
|                 | 2.   | Persepolis           | 63 | 30 | 18 | 9  | 3  | 44 | 21 | +23 |
|                 | 3.   | Sepahan              | 56 | 30 | 16 | 8  | 6  | 43 | 21 | +22 |
|                 | 4.   | Gol Gohar            | 51 | 30 | 13 | 12 | 5  | 37 | 28 | +9  |
|                 | 5.   | Foolad               | 49 | 30 | 13 | 10 | 7  | 30 | 22 | +8  |
|                 | 6.   | Mes Rafsanjan        | 45 | 30 | 12 | 9  | 9  | 39 | 29 | +10 |
|                 | 7.   | Zob Ahan             | 37 | 30 | 10 | 7  | 13 | 21 | 25 | +-4 |
|                 | 8.   | Aluminium Arak       | 37 | 30 | 7  | 16 | 7  | 20 | 23 | -3  |
|                 | 9.   | Paykan               | 36 | 30 | 7  | 15 | 8  | 26 | 27 | -1  |
|                 | 10.  | Sanat Naft           | 36 | 30 | 9  | 10 | 11 | 24 | 29 | -5  |
|                 | 11.  | Havadar              | 34 | 30 | 8  | 10 | 12 | 18 | 25 | -7  |
|                 | 12.  | Nassaji Mazandaran   | 33 | 30 | 6  | 15 | 9  | 24 | 34 | -10 |
|                 | 13.  | Tractor              | 31 | 30 | 7  | 10 | 13 | 26 | 32 | -6  |
|                 | 14.  | Naft Masjed Soleyman | 22 | 30 | 3  | 13 | 14 | 14 | 35 | -21 |
|                 | 15.  | Shahr Khodro         | 17 | 30 | 2  | 11 | 17 | 17 | 43 | -26 |
|                 | 16.  | Fajr Sepasi          | 17 | 30 | 2  | 11 | 17 | 10 | 29 | -19 |

Legenda:
      Campione d'Iran e ammessa alla AFC Champions League 2023
      Ammesse alla AFC Champions League 2023
      Ammesso allo qualificazioni della AFC Champions League 2023
      Retrocesse in Lega Azadegan 2022-2023
Note:
Tre punti a vittoria, uno a pareggio, zero a sconfitta.
La classifica viene stilata secondo i seguenti criteri:
- Punti conquistati
- Differenza reti generale
- Reti totali realizzate

## Classifica marcatori
Aggiornata al 24 gennaio 2022.
| Pos. | Giocatore           | Squadra       | Reti |
| ---- | ------------------- | ------------- | ---- |
| 1    | Godwin Mensha       | Mes Rafsanjan | 10   |
| 2    | Luciano Pereira     | Foolad        | 7    |
| 2    | Arthur Yamga        | Esteghlal     | 7    |
| 4    | Mehdi Abdi          | Persepolis    | 5    |
| 5    | Issa Alekasir       | Persepolis    | 4    |
| 5    | Peyman Babaei       | Tractor       | 4    |
| 5    | Karim Eslami        | Nassaji       | 4    |
| 5    | Alireza Koushki     | Paykan        | 4    |
| 5    | Shahriyar Moghanlou | Sepahan       | 4    |
| 5    | Saeid Sadeghi       | Gol Gohar     | 4    |